# Mesembia haitiana
Mesembia haitiana är en insektsart som beskrevs av Ross 1940. Mesembia haitiana ingår i släktet Mesembia och familjen Anisembiidae. Inga underarter finns listade i Catalogue of Life.